# Sancochar

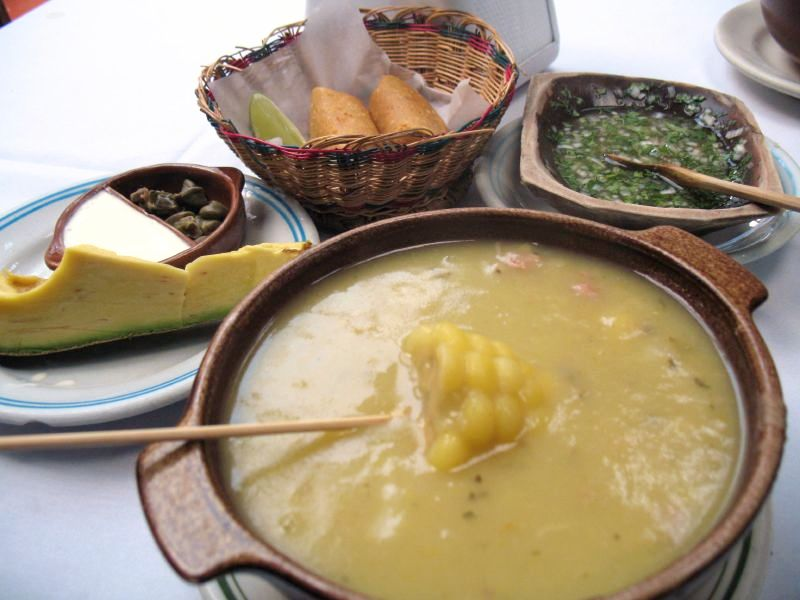
Ajiaco de Bogotá.

Sancochar es el método culinario de preparación de alimentos consistente en su cocción parcial en agua hirviendo, como primer paso, lo que produce que el alimento modifique sus propiedades, sea comestible y apetecible, favoreciendo también su conservación.

## Etimología

Mazamorra.

En el Diccionario indio del gran Tolima se encuentran las siguientes entradas:
- Sancocho = Cocido. Et. Ke. Zancú = Maza de milo molido que se ofrecía a los muertos o se echaba en las fuentes de agua a los dioses. (Ts).

- Ke. Sankhuchiy = Dejar que una vianda espese mucho. (Lira).

- Sancu, plato popular hecho de sal y harina de milo. (Middendorf, 575).

La Real Academia Española lo considera americanismo. Barcia cree que el verbo es sancochar y así lo siente la academia de autoridades de 1726.

## Método

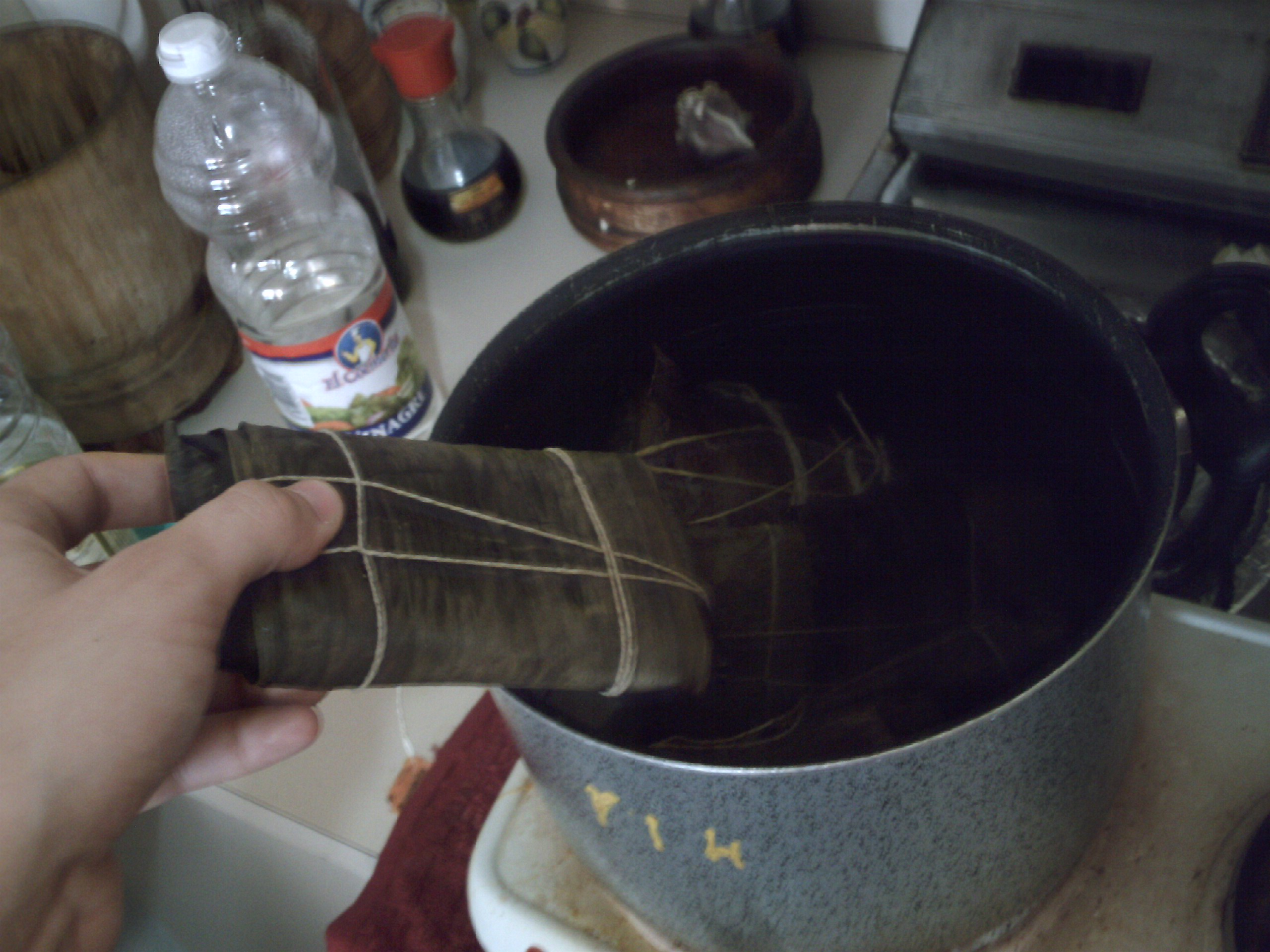
Preparación de envueltos, envueltas en hojas de bijao, listas para hervir.

Los sancochados son una técnica  gastronómica de varios países de América  y útil para realizar envueltos, mazamorras o sancochos.
El objeto de la cocción es hacer que el almidón contenido en  las harinas modifique sus propiedades para en unos casos, hacerlas viscosas, como en los sancochos  o en otros llevarlas hasta la gelificación, como en los envueltos y mazamorras.
Consiste en la inmersión en agua  que está o se lleva a ebullición en cocción lenta, útil para  la elaboración de cocidos. Es empleando un cocinado a baja temperatura. 
Se reconocen dentro de este método de cocción alimenticia ya sin el uso del empaque vegetal: el ajiaco, el cuchuco, la mazamorra, la pipitoria, el sanco, el sancocho, sancocho antioqueño, sancocho de gallina, sancochado y sancocho canario.